# Massacre de Mainok
Le massacre de Mainok a lieu le 1er mars 2014 pendant l'insurrection de Boko Haram.

## Prélude
Le 1er mars 2014, alors que quelques heures plus tôt, Maiduguri a été frappée par un attentat, la ville Mainok, située à une cinquantaine de kilomètres plus à l'ouest, est à son tour la cible d'une attaque de Boko Haram. 
Dans la soirée, des habitants en prière sont attaqués par des djihadistes vêtus d'uniformes et armées d'armes automatiques et de grenades. Le lendemain, Yahaya Umar, un des témoins du massacre, déclare que les assaillants « sont arrivés vers 19 heures et ont commencé à tirer aveuglément, à l'aide de lance-grenades RPG, d'explosifs divers et de fusils AK-47. Ils ont tué 39 personnes qui ont été enterrées ce matin. Ils ont détruit toute la localité. »